# Campeonato Mundial de Atletismo Júnior de 2014 - Lançamento de martelo masculino
A prova do lançamento de martelo masculino do Campeonato Mundial de Atletismo Júnior de 2014 ocorreu entre os  dias 24 e 25 de julho em Eugene, nos Estados Unidos. 

## Recordes
Antes desta competição, os recordes mundiais e do campeonato nesta prova eram os seguintes:
|     | Nome                 | Nacionalidade | Distância | Local     | Data                |
| --- | -------------------- | ------------- | --------- | --------- | ------------------- |
| WJR | Ashraf Amgad Elseify | Catar         | 85.57 m   | Barcelona | 14 de julho de 2012 |
| CR  | Ashraf Amgad Elseify | Catar         | 85.57 m   | Barcelona | 14 de julho de 2012 |

## Medalhistas
| Ouro                       | Prata               | Bronze               |
| Ashraf Amgad Elseify (QAT) | Bence Pásztor (HUN) | Ilya Terentyev (RUS) |

## Cronograma
Todos os horários são locais (UTC-7).
| Data        | Hora  | Evento       |
| ----------- | ----- | ------------ |
| 24 de julho | 10:30 | Qualificação |
| 25 de julho | 18:00 | Final        |

## Resultados

### Qualificação
Qualificação: 74,50 m (Q) ou pelo menos melhor 12 qualificado (q) 
Grupo A
| Posição | Atleta                | Nacionalidade  | Tentativas | Tentativas | Tentativas | Resultados | Notas           |
| Posição | Atleta                | Nacionalidade  | 1          | 2          | 3          | Resultados | Notas           |
| ------- | --------------------- | -------------- | ---------- | ---------- | ---------- | ---------- | --------------- |
| 1       | Ashraf Amgad Elseify  | Catar          | 77.65      |            |            | 77.65      | Q               |
| 2       | Hilmar Örn Jónsson    | Islândia       | x          | 76.03      |            | 76.03      | Q, NJR          |
| 3       | Alexei Mikhailov      | Alemanha       | 74.89      |            |            | 74.89      | Q,              |
| 4       | Tshepang Makhethe     | África do Sul  | 72.83      | 72.99      | 72.95      | 72.99      | q               |
| 5       | Igor Evseev           | Rússia         | 69.45      | 69.97      | 72.52      | 72.52      | q               |
| 6       | Maksim Mitskou        | Bielorrússia   | 72.38      | x          | 72.26      | 72.38      | q               |
| 7       | Bence Halász          | Hungria        | x          | 71.95      | 71.64      | 71.95      |                 |
| 8       | Markus Kokkonen       | Finlândia      | 68.93      | 70.47      | 69.86      | 70.47      |                 |
| 9       | Artem Poleshko        | Ucrânia        | 69.21      | 69.96      | 69.91      | 69.96      |                 |
| 10      | Charles Ionata        | Estados Unidos | 64.46      | 64.07      | 69.93      | 69.93      | Recorde pessoal |
| 11      | Gabriel Kehr          | Chile          | 68.87      | 69.38      | 69.84      | 69.84      | Recorde pessoal |
| 12      | Costa Kousparis       | Austrália      | 65.24      | 62.20      | 65.93      | 65.93      |                 |
| 13      | Miguel Alberto Blanco | Espanha        | 62.67      | x          | x          | 62.67      |                 |

Grupo B
| Posição | Atleta               | Nacionalidade  | Tentativas | Tentativas | Tentativas | Resultados | Notas           |
| Posição | Atleta               | Nacionalidade  | 1          | 2          | 3          | Resultados | Notas           |
| ------- | -------------------- | -------------- | ---------- | ---------- | ---------- | ---------- | --------------- |
| 1       | Bence Pásztor        | Hungria        | 79.26      |            |            | 79.26      | Q               |
| 2       | Joaquín Gómez        | Argentina      | 67.09      | 75.77      |            | 75.77      | Q, SJA          |
| 3       | Ilya Terentyev       | Rússia         | 75.39      |            |            | 75.39      | Q               |
| 4       | Matija Gregurić      | Croácia        | 74.02      | 74.28      | x          | 74.28      | q               |
| 5       | Denzel Comenentia    | Países Baixos  | 67.71      | 73.11      | 67.40      | 73.11      | q               |
| 6       | Taylor Campbell      | Reino Unido    | 72.19      | 72.87      | x          | 72.87      | q               |
| 7       | Tolgahan Yavuz       | Turquia        | 68.92      | 72.27      | 69.78      | 72.27      |                 |
| 8       | Ahmed Amgad Elsify   | Catar          | 71.69      | 68.84      | 71.30      | 71.69      | Recorde pessoal |
| 9       | Humberto Mansilla    | Chile          | 69.87      | 71.28      | 70.06      | 71.28      |                 |
| 10      | Raman Zholudzeu      | Bielorrússia   | 70.73      | 68.84      | x          | 70.73      |                 |
| 11      | Kevin Arreaga        | Espanha        | x          | x          | 69.65      | 69.65      |                 |
| 12      | Matthew Denny        | Austrália      | x          | 69.16      | x          | 69.16      |                 |
| 13      | Clarence Gallop      | Estados Unidos | 65.95      | 65.20      | 63.23      | 65.95      |                 |
| 14      | Volodymyr Myslyvchuk | Ucrânia        |            |            |            | DNS        |                 |

### Final
A prova final foi realizada no dia 25 de julho às 18:00. 
| Posição           | Atleta               | Nacionalidade | Tentativas | Tentativas | Tentativas | Tentativas | Tentativas | Tentativas | Resultados | Notas           |
| Posição           | Atleta               | Nacionalidade | 1          | 2          | 3          | 4          | 5          | 6          | Resultados | Notas           |
| ----------------- | -------------------- | ------------- | ---------- | ---------- | ---------- | ---------- | ---------- | ---------- | ---------- | --------------- |
| Medalha de ouro   | Ashraf Amgad Elseify | Catar         | 81.82      | 84.51      | 83.39      | 82.87      | 84.71      | 81.56      | 84.71      | WJL             |
| Medalha de prata  | Bence Pásztor        | Hungria       | 76.61      | 79.14      | 76.77      | x          | 77.36      | 79.99      | 79.99      |                 |
| Medalha de bronze | Ilya Terentyev       | Rússia        | x          | 76.31      | x          | x          | x          | x          | 76.31      |                 |
| 4                 | Alexei Mikhailov     | Alemanha      | 69.42      | 5.74       | 74.11      | 75.88      | 73.95      | 73.36      | 75.88      | Recorde pessoal |
| 5                 | Matija Gregurić      | Croácia       | x          | 71.14      | 75.09      | 75.71      | x          | x          | 75.71      |                 |
| 6                 | Igor Evseev          | Rússia        | 67.94      | 74.65      | x          | x          | 70.55      | 71.19      | 74.65      |                 |
| 7                 | Maksim Mitskou       | Bielorrússia  | 73.12      | 71.67      | x          | 73.93      | 74.11      | 72.12      | 74.11      |                 |
| 8                 | Joaquín Gómez        | Argentina     | 64.85      | 73.36      | 71.64      | 67.30      | x          | 73.67      | 73.67      |                 |
|                   |                      |               |            |            |            |            |            |            |            |                 |
| 9                 | Taylor Campbell      | Reino Unido   | 70.38      | x          | 73.12      |            |            |            | 73.12      |                 |
| 10                | Tshepang Makhethe    | África do Sul | 70.54      | 72.36      | 72.94      |            |            |            | 72.94      |                 |
| 11                | Denzel Comenentia    | Países Baixos | x          | 68.65      | x          |            |            |            | 68.65      |                 |
| 12                | Hilmar Örn Jónsson   | Islândia      | x          | x          | x          |            |            |            | NM         |                 |

Legenda
| Recorde mundial       | Recorde mundial (World record)               |                       | Recorde africano                      | Recorde africano (African) |                                           | Q | Classificado por posição (Qualified) |
| Recorde do campeonato | Recorde do campeonato (Championship record)  | Recorde da América    | Recorde da América (Americas)         | q                          | Classificado por melhor tempo (Qualified) |   |                                      |
| Melhor marca do ano   | Melhor marca do ano (World leading)          | Recorde asiático      | Recorde asiático (Asian)              | DNS                        | Não largou (Did not start)                |   |                                      |
| Recorde nacional      | Recorde nacional (National record)           | Recorde europeu       | Recorde europeu (European)            | DNF                        | Não terminou (Did not finish)             |   |                                      |
| Recorde pessoal       | Recorde pessoal do atleta (Personal best)    | Recorde da Oceania    | Recorde da Oceania (Oceania)          | DSQ / DQ                   | Desclassificado (Disqualified)            |   |                                      |
| Recorde da temporada  | Recorde da temporada do atleta (Season best) | Recorde sul-americano | Recorde sul-americano (South America) | NM                         | Sem marca (No mark)                       |   |                                      |